# Harald Ertl
Harald Ertl (* 31. August 1948 in Zell am See; † 7. April 1982 bei Gießen) war ein Automobilrennfahrer, der die österreichische Staatsbürgerschaft besaß und ab 1974 mit einer deutschen Rennlizenz an Rennen teilnahm. 

## Leben

### Leben vor dem Motorsport
Geboren als Sohn eines Bauingenieurs in Zell am See, besuchte Ertl in Bad Aussee das Internat und die Privatmittelschule Bad Aussee. Zwei weitere spätere Formel-1-Fahrer, Helmut Marko und Jochen Rindt, waren dort seine Schulkameraden.
1964 zog die Familie aus beruflichen Gründen nach Mannheim. Nach dem Abitur studierte Ertl Maschinenbau.

### Sportlicher Werdegang
1969 kam Ertl erstmals mit dem Motorsport in Berührung. Mit geliehenem Geld kaufte er sich einen Austro-Formel-V und verbuchte damit sechs Siege in seinem ersten Jahr. 1970 wurde er von Kurt Bergmann in das Kaimann-Team geholt. Auf Anhieb wurde er Zweiter in der österreichischen Formel-V-Meisterschaft. Bis 1975 war er in verschiedenen Rennserien erfolgreich: Formel-V-Europapokal, Formel 3, Tourenwagen-Europameisterschaft, Deutsche Automobil-Rundstrecken-Meisterschaft und Formel 2. Ab 1974 startete Ertl mit deutscher Rennfahrerlizenz und war somit laut FIA-Sportgesetz ein Deutscher. Ab 1975 fuhr er in der Formel 1. 1979 eröffnete er die „Harald Ertl Racing Show Mannheim“, die bis zu seinem Tod in Mannheim auf dem Maimarkt-Gelände durchgeführt wurde. 1981 legte Ertl eine Pause im Rennsport ein, um sich auf den Renault-5-Turbo-Europapokal im Jahr darauf vorzubereiten.
Parallel zu seinen Rennsportaktivitäten arbeitete Ertl als freier Journalist und PR-Mann.

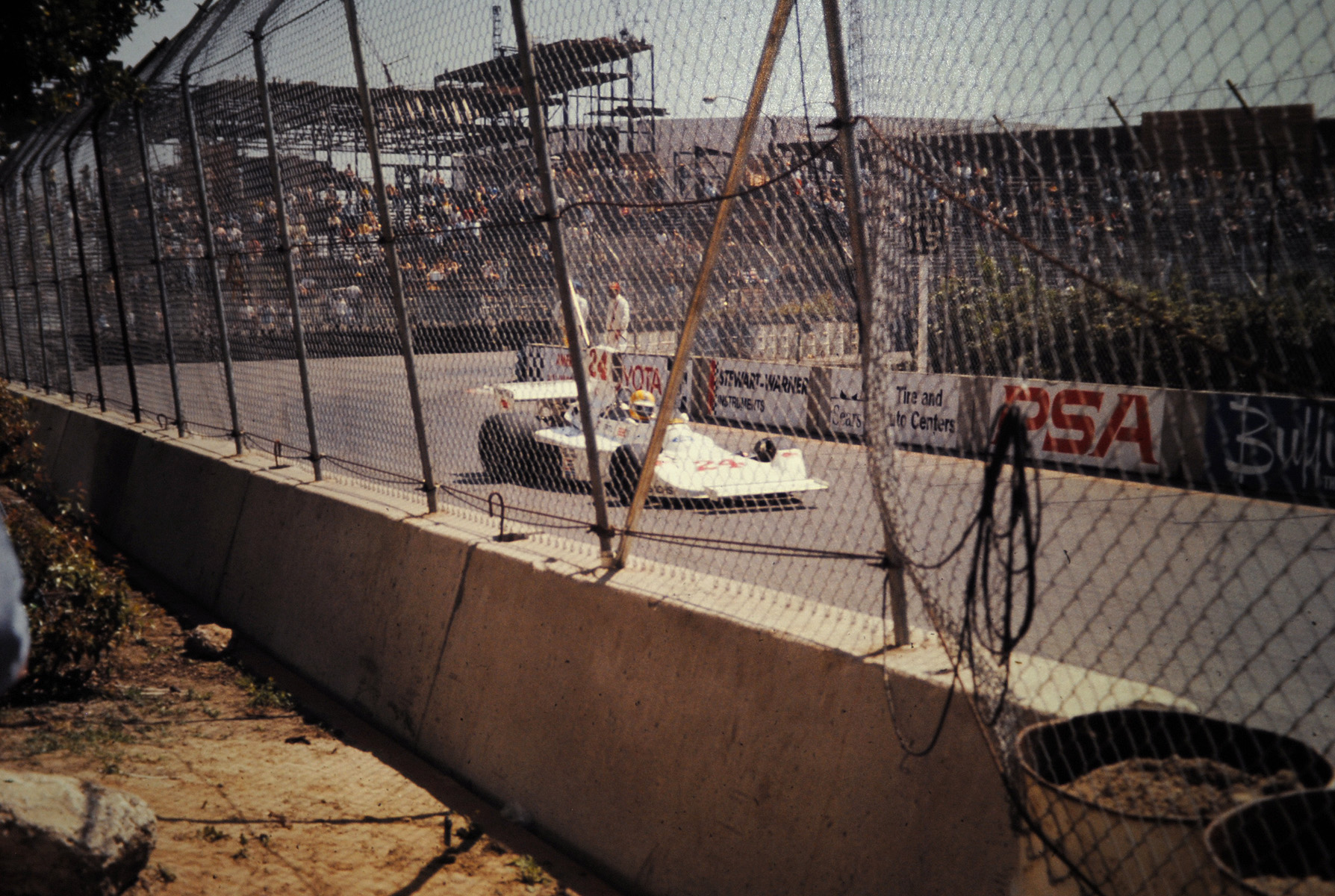
Ertl auf Hesketh 308D beim Großen Preis der USA West 1976 in Long Beach

### Formel 1
1975 wagte Ertl mit einem privaten Hesketh 308 den Schritt in die Formel 1 und erzielte auf Anhieb Achtungserfolge. Zusammen mit Arturo Merzario, Brett Lunger und Guy Edwards zählte er zu den Lebensrettern Niki Laudas bei dessen schwerem Unfall auf der Nordschleife des Nürburgrings am 1. August 1976. 1977 hörte er aus Unzufriedenheit über das bei Hesketh zur Verfügung stehende Material in der Formel 1 auf. 1978 startete er noch sporadisch bei den Rennställen Ensign und ATS-Ford, gab aber die Formel 1 nach insgesamt 21 Rennen endgültig auf, um sich der Deutschen Rennsportmeisterschaft zu widmen. Beim Großen Preis von Deutschland 1980 bestritt er seinen letzten Formel-1-Renneinsatz in Hockenheim mit einem ATS – ohne die Qualifikationshürde zu nehmen.

### Deutsche Rennsportmeisterschaft
Ertl gilt als Mitbegründer der Turbo-Ära in der Deutschen Rennsportmeisterschaft, in der er insgesamt elf Siege errang. 1977 pilotierte er dort in der Division II neben Albrecht Krebs im Schwesterauto als erster Fahrer mit dem BMW 2002 Turbo einen Gruppe-5-Tourenwagen mit Turbomotor von Schnitzer Motorsport. 1978 wurde er Deutscher Rennsportmeister auf einem BMW 320 Turbo des Schnitzer-Teams und damit erster Meister mit einem turbogetriebenen Fahrzeug. 1979 wechselte er zum Team Zakspeed als Ford-Werksfahrer neben Hans Heyer, Klaus Ludwig und Klaus Niedzwiedz und fuhr einen Ford Capri Turbo. 1979 entwickelte er in Eigenregie einen Lotus Europa der Gruppe 5 mit einem 1,4-l-Zakspeed-Turbomotor.

### Tödlicher Unfall
Am 7. April 1982 befand sich Ertl mit Mitgliedern seiner Familie auf dem Flug von Mannheim nach Sylt, wo man die Osterferien verbringen wollte, als die Maschine nach einem technischen Defekt in Mittelhessen abstürzte. Harald Ertl starb in den Trümmern der Beechcraft Modell 36 Bonanza (BE36), seine Frau und sein Sohn trugen schwere Verletzungen davon. Seine Schwägerin, sein Schwager, der die Maschine gesteuert hatte, und seine Nichte kamen ebenfalls ums Leben. Harald Ertl wurde auf dem Friedhof Mannheim-Neckarau beerdigt.

## Statistik

### Einzelergebnisse in der Sportwagen-Weltmeisterschaft
| Saison | Team                | Rennwagen            | 1   | 2   | 3   | 4   | 5   | 6   | 7   | 8   | 9   | 10  | 11  | 12  | 13  | 14  | 15  | 16  | 17  |
| ------ | ------------------- | -------------------- | --- | --- | --- | --- | --- | --- | --- | --- | --- | --- | --- | --- | --- | --- | --- | --- | --- |
| 1972   | Alpina              | BMW 2800 CS BMW 2002 | BUA | DAY | SEB | BRH | MON | SPA | TAR | NÜR | LEM | ZEL | WAT |     |     |     |     |     |     |
| 1972   | Alpina              | BMW 2800 CS BMW 2002 |     |     |     |     |     | DNF |     | DNF |     |     |     |     |     |     |     |     |     |
| 1975   | KMW Racing          | KMW SP30             | DAY | MUG | DIJ | MON | SPA | PER | NÜR | ZEL | WAT |     |     |     |     |     |     |     |     |
| 1975   | KMW Racing          | KMW SP30             |     |     |     | DNF |     |     |     |     |     |     |     |     |     |     |     |     |     |
| 1977   | Autohaus Max Moritz | Porsche 935          | DAY | MUG | DIJ | MON | SIL | NÜR | VAL | PER | WAT | EST | LEC | MOS | IMO | SAL | BRH | HOK | VAL |
| 1977   | Autohaus Max Moritz | Porsche 935          |     |     |     |     |     |     |     |     |     |     |     |     | DNF |     |     |     |     |
| 1978   | Toyota Deutschland  | Toyota Celica        | DAY | SEB | MUG | TAL | DIJ | SIL | NÜR | LEM | MIS | DAY | WAT | VAL | ROD |     |     |     |     |
| 1978   | Toyota Deutschland  | Toyota Celica        |     |     |     | DNF |     |     |     |     |     |     |     |     |     |     |     |     |     |
| 1979   | Zakspeed            | Lotus Europa         | DAY | SEB | MUG | TAL | DIJ | RIV | SIL | NÜR | LEM | PER | DAY | WAT | SPA | BRH | ROA | VAL | ELS |
| 1979   | Zakspeed            | Lotus Europa         |     |     |     |     | DNF |     |     |     |     |     |     |     |     |     |     |     |     |